# 418220 Kestutis
418220 Kestutis è un asteroide della fascia principale. Scoperto nel 2008, presenta un'orbita caratterizzata da un semiasse maggiore pari a 2,4196053 UA e da un'eccentricità di 0,1256883, inclinata di 2,92988° rispetto all'eclittica.